# Учні Конфуція
Учні Конфуція — згідно з Сима Цянем (пом. 90 до н. е.), 77 осіб які, за власним ствердженням Конфуція (551—479 до н. е.), перейняли його науку («Ши цзі», 仲尼弟子列傳: 孔子曰「受業身通者七十有七人」). У біографії самого Конфуція (孔子世家) «Ши цзі» наводить цифру 72 щодо тих, хто опанували вчення, та «близько 3000» щодо загальної кількості послідовників (孔子以詩書禮樂教，弟子蓋三千焉，身通六藝者七十有二人). Згідно «Мен-цзи», кількість учнів Конфуція складала 70 (公孫丑上:七十子之服孔子).
Головними джерелами біографій більш відомих учнів є «Лунь юй», «Цзо чжуань» та відповідна глава «Історичних записок».

## Соціальний статус та відношення до вчителя
Поза власними іменами, учнів часто називають ввічливими прізвиськами: за деякими виключеннями, останні розпочинаються на Цзи- 子, як ознака шляхетного походження (цзюньцзи 君子).. Ймовірно, більшість учнів слід розглядати як протеже майстра на державні посади. Деякі з них, таким чином, як службовці знаходилися в економічній залежності у тих чи інших впливових осіб, на той час як інші (нешляхетні, сяожень 小人) мали певну незалежність як ремісники або військовики.
Вісім учнів носять прізвище Янь 顏, що імовірно визначає порідненість до матері Конфуція.

## Хронологічна характеристика
Викладацьку діяльність Конфуцій розпочав близько 494 до н. е..
Існують відомості про шість осіб, які супроводжували Конфуція порівняно тривалий час: Цзи Ґун, Янь Хуі, Цзай Во, Цзи Лу, Жань Цю та Чжунґун.
Поховання Конфуція було організовано Ґунсі Чи 公西赤 (Цзи Хуа 子華, № 28 — до написання).
Згідно «Мен-цзи», після смерті майстра троє з учнів (Цзи Ся, Цзи Чжан та Цзи Ю) запропонували вшановувати Ю Жо (№ 27) так само, як вони вшановували покійного за часу його життя. Заперечення до цього висунув Цзен-цзи.
Після смерті Янь Хуі, Цзи Лу та Конфуція найстарішим з учнів став Цзи Ґун.

## Спеціалізація
«Лунь юй» 先進 (гл.11) наводить чотири сфери, які відрізняють таланти найвидатніших учнів: згадані у цьому нарисі отримали назву «десять премудрих» (zh:孔门十哲, перші десять у таблиці нижче):
- доброчесність-де 德行: Янь Хуі, Мінь Сунь (Цзи Цянь), Жань Ґен («Боню»), Жань Юн («Чжунгун»).
- ораторська майстерність та логіка 言語: Цзай Ю, Цзи Ґун.
- політика 政事: Жань Цю (Цзи Ю 子有), Чжун Ю (Цзи Лу).
- культура та навчання 文學: Янь Янь (Цзи Ю 子游), Бу Шан (Цзи Ся).

Додаткова категорія, вчення сяо (відношення між батьками та дітьми), була пізніше утворена для виділення Цзен-цзи (#12 у таблиці) як головного пропонента цього напрямку.

## Перелік
| ## | Ім'я              | Роки життя (до н. е.) | Прізвисько, інші імена                     | Примітки | Місце у храмі Конфуція |
| -- | ----------------- | --------------------- | ------------------------------------------ | --- | ---------------------- |
| 1  | Янь Хуей 颜回     | 521-481               | Цзи Юань 子渊, Янь-цзи 顏子, Янь Юань 颜渊 | | Перший (?) до сходу    |
| 2  | Мінь Сунь 閔損    | 536-487               | Цзи Цянь 子騫                              | учні традиційно вважаються авторами 11-ї глави «Лунь юй» |                        |
| 3  | Жань Ґен 冉耕     | 547-?                 | Боню 伯牛, Жань-цзи Ґен 冉子耕             | генеалогія: zh:冉子耕家族大宗世系 |                        |
| 4  | Жань Юн 冉雍      | 522-?                 | Чжунґун 仲弓                               | Приклад |                        |
| 5  | Жань Цю 冉求      | 522-?                 | Цзи Ю 子有                                 | (не плутати із Цзи Ю 子游 № 9 у таблиці) |                        |
| 6  | Чжун Ю 仲由       | 542-480               | Цзи Лу 子路, Цзі Лу 季路                   | Насильницька смерть у царстві Вей |                        |
| 7  | Цзай Ю 宰予       | 522-458               | Цзи Во 子我, Цзай Во 宰我                  | Приклад |                        |
| 8  | Дуаньму Ци 端木賜 | 520-446               | Цзи Ґун 子貢, Ци                           | Згідно «Мен-цзи», вірогідний лідер конфуціанців після смерті вчителя. |                        |
| 9  | Янь Янь 言偃      | 506-443               | Цзи Ю 子游                                 | Народжений у царстві Ву, єдиний південець серед учнів Конфуція, молодший від вчителя на 45 років (Yan Yan)                                                                             | Четвертий до сходу     |
| 10 | Бу Шан 卜商       | 507-420?              | Цзи Ся 子夏                                | Визнається як засновник традиції текстуальної інтерпретації. Діалог із Конфуцієм наявний у главі «Кунцзи сянь цзю» 孔子閒居 «Лі цзі». Згідно збірці «Веньсюань» є автором «Аналектів». |                        |
| 11 | 顓孫師            | 503-447               | Цзи Чжан 子張                              | Приклад |                        |
| 12 | Цзен Шень 曾参    | 505-435               | Цзи Юй 子舆, Цзен-цзи                      | (не плутати із № 13) |                        |
| 13 | 澹臺滅明          | 512-?                 | Цзи Юй 子羽                                | Приклад |                        |
| 14 | Приклад           |                       | Приклад                                    | Приклад |                        |
| 15 | Приклад           |                       | Приклад                                    | Приклад |                        |

## Вшанування
Таблички з іменами видатних учнів розташовано у храмах Конфуція обабіч до сходу та заходу від таблички майстра, яку розташовано в центрі.